# Fizyka (Arystoteles)
Fizyka (gr. Φυσικὴ ἀκρόασις, łac. Physica lub Physicae Auscultationes, co znaczy Wykłady o naturze) – utwór autorstwa Arystotelesa dotyczący najbardziej ogólnych (filozoficznych) zasad naturalnych. Głównym celem pracy jest nie tylko opis zmiany i ruchu, lecz także odkrycie ich zasad i przyczyn.

## Pięć elementów
Arystoteles zaproponował istnienie piątego elementu eteru w dodatku do czterech proponowanych przez Empedoklesa. 
- Ziemia, która jest zimna i sucha (odpowiada dzisiejszej idei ciała stałego)
- Woda, która jest zimna i wilgotna (odpowiada dzisiejszej idei cieczy)
- Powietrze, które jest gorące i wilgotne (odpowiada dzisiejszej idei gazu)
- Ogień, który jest gorący i suchy (odpowiada dzisiejszej idei ciepła)
- Eter, który posiada boskie właściwości, odpowiada za ruch sfer niebieskich i ciał niebieskich (gwiazdy i planety)

Każdy z tych elementów posiada własne miejsce w świecie. Wszystko, co ziemskie, dąży do środka wszechświata (środka Ziemi). Woda dąży do stanu, w którym będzie otaczała ziemię. Powietrze utworzy sferę otaczającą sferę wody. Ogień dąży do sfery księżycowej. Jeżeli jeden z elementów zostanie przeniesiony ze swojego naturalnego miejsca, wówczas naturalnie dąży do przywrócenia stanu pierwotnego. To jest naturalny ruch, który nie wymaga żadnej zewnętrznej przyczyny. Przykładowo: w wodzie fragmenty ziemi będą tonąć, podczas gdy bąbelki powietrza będą się wznosić. W powietrzu deszcz leci w dół, a płomienie kierują się ku górze. W najbardziej zewnętrznej sferze – gdzie znajdują się gwiazdy i planety - wszystkie obiekty poruszają się po idealnych okręgach.

## Ruch
Arystoteles definiuje ruch jako możliwość takowego. Tomasz z Akwinu sugerował, że ten fragment należy rozumieć dosłownie – jako przejście do możliwego stanu, ponieważ ruch jest aktywnym wypełnianiem możliwości. Poglądy Arystotelesa na ruch zostały ostatecznie obalone przez zasady dynamiki Newtona.

## Przyczynowość
Arystoteles postulował, że przyczynę dowolnej zmiany można przypisać do czterech czynników kauzalnych.

### Przyczyna materialna
Przyczyna materialna opisuje materiał za pomocą tego z czego jest złożony. Dlatego przyczyną materialną stołu jest drewno, a przyczyną materialną samochodu jest guma i stal. Ta przyczyna nie określa akcji.

### Przyczyna formalna
Przyczyną formalną jest na przykład ułożenie materii. To mówi nam jaka jest rzecz z definicji, formy, jaki ma wzór, istotę, całość lub archetyp. 
Określa fundamentalne prawa które spowodowały powstanie struktury jako całości (makrostruktura). Do przyczyny formalnej należą też relacje między całością i częścią. Przykładem formalnej przyczyny może być pomysł w umyśle rzeźbiarza który później materializuje się we fragmencie skały. Jeszcze prostszym przykładem jest plan który później jest realizowany poprzez działania człowieka. W takim przypadku przyczyną formalną jest ten plan, stworzony przed wykonaniem czynności które spowodowały jego realizację.

### Przyczyna efektywna
Przyczyną efektywną jest pierwotne źródło które powoduje zmianę, zmiana zaczyna się od tego źródła. To jest obiekt który powoduje ruch. Jeżeli weźmiemy kostki domina to dla każdej kostki przyczyną efektywną jest poprzednia kostka.

### Przyczyna finalna
Przyczyną finalną jest cel. Dotyczy to celowych oraz instrumentalnych działań ludzkich. Przyczyną finalną inaczej teleonomiczną jest stan końcowy który będzie osiągnięty jeżeli zmiana się dokona. Obejmuje również psychologiczne przyczyny, zarówno racjonalne, nieracjonalne i etyczne – wszystko co może prowadzić do działania.

## Optyka
Arystoteles część swojej pracy poświęcił optyce; jego praca wyróżniała się na tle pozostałych prac w tych czasach ponieważ odrzucił on koncepcję, w której do obserwacji obiektu służyły cząstki wysyłane przez ludzkie oko. Najwcześniejszy zanotowany przypadek użycia camera obscura może być znaleziony w dokumentacji Arystotelesa dotyczącej takiego urządzenia w 350 p.n.e. w Problemata. Urządzenie Arystotelesa zawierało dysk z jedną małą dziurką, która umożliwiała światłu słonecznemu dotarcie do ekranu oraz naczynie izolujące ekran od światła (analogicznie do soczewki we współczesnych kamerach). Arystoteles użył swojego urządzenia do obserwacji słońca i zauważył, że bez względu na kształt dziurki, słońce zawsze wyświetla się jako okrągły obiekt. Dzięki temu zaproponował hipotezę, że światło porusza się po liniach prostych.